# Bajkalské pohoří
Bajkalské pohoří (rusky Байкальский хребет, Bajkal'skij hrebet) je asi 300 km dlouhé horské pásmo, které se táhne z jihozápadu na severovýchod podél západního pobřeží jezera Bajkal v Rusku. Běžná nadmořská výška hřebene se pohybuje mezi 1900 a 2200 m, kulminuje Čerského horou na 2572 m. Na severovýchodě na něj navazuje hřeben Synnyr, který představuje jižní okraj Severobajkalské vysočiny (Северо-Байкальское нагорье). Na severu je prodloužením Bajkalského pohoří hřeben Akitkan, který ohraničuje vysočinu ze západu.
Zhruba do 1000 m jsou svahy porostlé lesostepí a borovými lesy, výše roste tajga. Ve střední a severní části převažuje listnatá tajga. Nad 1400 m les řídne.
Pod průsmykem Davan prochází tunelem Bajkalsko-amurská magistrála. V jižní části pohoří byla vyhlášena rezervace Bajkalsko-Lenskij zapovednik.